# Manteno, Illinois
Manteno là một làng thuộc quận Kankakee, tiểu bang Illinois, Hoa Kỳ. Năm 2010, dân số của làng này là 9204 người.

## Dân số
Dân số qua các năm:
- Năm 2000: 6414 người.
- Năm 2010: 9204 người.